# Eston, England
Eston är en ort och en unparished area i distriktet Redcar and Cleveland i grevskapet North Yorkshire i England. Orten är belägen 5 km från Middlesbrough. Fram till 1968 var det ett separat distrikt. Distrikt hade 37 197 invånare år 1961. Orten nämndes i Domedagsboken (Domesday Book) år 1086, och kallades då Astun/Astune.